# Perka (Biburg)
Das Dorf Perka ist ein Gemeindeteil der Gemeinde Biburg und liegt etwa 2 km südöstlich vom Biburger Zentrum. Die Einwohnerzahl Perkas beträgt 43.

## Baudenkmäler
In Perka befindet sich mit der Kirche St. Michael und Leonhard, eine aus dem 12. Jahrhundert stammende romanische Chorturmkirche.